# Свобода и справедливость
«Свобода и справедливость» (ранее — «Справедливость») — социальное ток-шоу, выходившее на «РЕН ТВ» в 2010 году и на «Первом канале» с 2011 по 2013 год.
Ведущий — Андрей Макаров. Автор проекта — Наталья Никонова.

## Формат и тематика
Эта программа — попытка честно говорить о проблемах, которые каждый день возникают в нашей жизни.
— Андрей Макаров
В передаче обсуждались острые социальные темы, такие, как трудность получения российского гражданства, проблема усыновления и судьба приёмных детей, ранения и смерти солдат-срочников, имущественные споры, бракоразводные дела, проблемы с работодателями, судебные тяжбы, несогласие с решением суда, нарушение авторских прав, проблемы общества, вопросы о возвращении смертной казни, несправедливость. Эксперты — представители российского бизнеса, исполнительной и законодательной власти, силовых структур.

## История программы

### РЕН ТВ
Автор проекта — генеральный продюсер «Пятого канала» и бывший руководитель студии спецпроектов «Первого канала» Наталья Никонова.
Ток-шоу впервые вышло в эфир 29 марта 2010 года в результате реформы сетки вещания на «РЕН ТВ». Первоначально программа выходила 4 раза в неделю в 21:00 под названием «Справедливость». Программа привлекла внимание телезрителей тем, что в ней впервые на российском телевидении в формате широкой дискуссии обсудили дело юриста Сергея Магнитского, вызвавшее большой общественный резонанс.
В сентябре 2010 года без объяснения причин руководство «РЕН ТВ» запретило к эфиру телеканала двухчасовую программу на тему «Закон о полиции: путь к правовому государству или концлагерь?». Ведущий программы опроверг слухи о том, что отмена показа произошла по требованию МВД, заявив, что выпуски были сняты с эфира из-за опасений руководства канала.
В середине октября 2010 года было принято решение о сокращении количества выпусков программы было до одного раза в неделю и пересмотре формата передачи. Информация о предполагаемом месте в сетке вещания было противоречивой: по одним данным, она была поставлена на субботу в 18:00 перед программой «Неделя» хронометражем в один час, затем в пресс-релизе «РЕН ТВ» было заявлено о выходе передачи в пятницу в 19:00 с продолжительностью 2 часа (включая перерыв на «Новости 24» в 19:30). В итоге из-за перестановок в руководстве телеканала «РЕН ТВ» обновлённая «Справедливость» в эфир так и не вышла. По словам ведущего, решая судьбу программы, ему не удалось найти общий язык с прежним руководством «РЕН ТВ». После встречи с новым гендиректором Александром Орджоникидзе Макаров заявил: «…мы договорились о новом формате, который, я надеюсь, через несколько месяцев смогут увидеть зрители канала РЕН. А пока „Справедливость“ выходить не будет, я взял тайм-аут, чтобы продумать детали предстоящих изменений». Сам Орджоникидзе говорил, что новый формат ток-шоу «Справедливость» должен был появиться в эфире канала до конца 2010 года. Позже Андрей Макаров покинул канал, и программа на «РЕН ТВ» была закрыта. Невыход в эфир «РЕН ТВ» новой версии шоу Макаров объяснил следующим образом:
«Так получилось, что в течение одной недели мне „посчастливилось“ встретиться и с бывшим, и с новым руководством канала. В воскресенье я слушал г-на Роднянского, который ещё не знал, что он уже бывший. Он говорил мне, как заинтересован в программе, удивлялся, что я попрощался со зрителями. Я слушал его, хорошо зная, что во всех инстанциях, где его ещё готовы были слушать, он уже сказал, что „Справедливость“ — это полный провал, потеря денег, и её надо срочно закрывать. Через несколько дней мы встретились с новым руководством РЕН. Оно выразило интерес к тому, чтобы переформатировать программу и сделать её, условно говоря, еженедельной. Я согласился подумать об этом. Больше мы не встречались. Люди, которые делали со мной программу, насколько я знаю, буквально на следующий день были уволены. Студию разобрали, а декорации уничтожили»
В начале 2011 года Александр Роднянский, который в 2010 году занимал должность председателя Экспертного совета «Национальной Медиа Группы» (главного акционера «РЕН ТВ»), заявил, что у программы «Справедливость» были низкие рейтинги:
Не было [высоких рейтингов], к сожалению, и это для меня было неожиданностью. Я <…> полагал, что такого рода телевидение на таком канале, как «РЕН ТВ», который вполне известен новостями и программами Марианны Максимовской, <…> могло бы ту аудиторию, которая смотрит новости и программу итоговую Максимовской, удовлетворить. Не удовлетворило. Значит, либо сделано не так, либо, извините, нет запроса на такого рода тематические обсуждения в эфире.

### Первый канал
В конце мая 2011 года прошли съёмки обновлённого формата программы. 29 августа 2011 года программа впервые вышла в эфир на «Первом канале» в новой студии и с новым названием («Свобода и справедливость»), но с прежним ведущим. Изменилось и время выхода в эфир — теперь передача стала выходить в эфир в 16:55, за час до начала на канале «Вечерних Новостей», в то время, как на «РЕН ТВ» программа шла в прайм-тайм.
С 8 октября по 18 декабря 2011 года программы не было в эфире по причине того, что Андрей Макаров являлся кандидатом в депутаты Государственной Думы от «Единой России», и появляться в роли телеведущего программы «Свобода и справедливость» в предвыборный период ему было запрещено. В связи с этим в сетку вещания поставили ранее выходившую в этом же таймслоте передачу «Федеральный судья».
В марте 2012 года программа исчезла из сетки вещания «Первого канала» по причине перевода её формата из ежедневного в еженедельный. Первые выпуски еженедельного формата выходили в эфир по понедельникам вечером, осенью 2012 года программу перенесли на ночной эфир — согласно закону «О защите детей от информации, причиняющей вред их здоровью и развитию» она получила возрастной рейтинг «18+» (запрещено для детей). В таком формате программа «Свобода и справедливость» просуществовала весь телесезон 2012/2013 годов и начало телесезона 2013/2014 годов.
В конце октября 2013 года «Свобода и справедливость» по непонятным причинам исчезла из сетки вещания канала. Последний выпуск ток-шоу был посвящён проекту федерального бюджета на 2014 год, который был принят Государственной думой в первом чтении. В марте 2014 года было принято решение об окончательном прекращении производства передачи.
С 22 октября 2019 по 30 июня 2020 года на «Первом канале» выходило ток-шоу «Право на справедливость» с тем же ведущим, но с другой тематикой.

## Критика
«Справедливость» в период своего существования на «РЕН ТВ» была единогласно признана прессой и телевизионными критиками одним из немаловажных событий телесезона 2009/2010 годов. Среди достоинств ими отмечались факты остроты дискуссий и вопросов, поднимаемых в студии, а также максимальной отстранённости ведущего, уходящего в тень и дававшего зрителям право самим делать выводы и принимать решения. Среди недостатков было отмечено отсутствие в эфире программы известных представителей внесистемной российской оппозиции (Михаил Касьянов, Эдуард Лимонов, Гарри Каспаров и др.), которых Макаров принципиально не хотел приглашать.
На «Первом», по мнению Анри Вартанова и Елены Масюк, передача уже почти никогда не выходила за рамки дозволенного, существуя в соответствии с идеологией и политической позицией канала. Отмечалось, что «программа вдруг утратила былой задор и стала скромней по части проблематики и текстов ведущего». Круг тем для передачи, равно как и их острота, сузились, и теперь ток-шоу стало акцентировать внимание на менее опасных для власти житейских проблемах: здравоохранение, образование, ЖКХ, усыновление детей и др.
Известный писатель Владимир Войнович считал, что передача является политическим заказом, а «то, что её ведёт Андрей Макаров, свидетельствует лишь о том, что у власти осталось немного верных ей людей, что приходится опираться даже на критиков, но „системных“, с которыми можно договариваться, чтобы не трогали высшую власть и существующую систему в целом, но жёстко и беспощадно говорили о тех, кто в той или иной ситуации оказался не на высоте, сорвав усилия высшей власти по созданию фасада благополучия».

## Награды
- В 2010 году программа получила премию «Клуба телепрессы» в номинации «Программа сезона» — за возвращение на телеэкран живой дискуссии на актуальную тему[38].